# 遵义医科大学
遵义医科大学（英語：Zunyi Medical University），简称遵医，前身为大连医学院，由东北民主联军卫生部部长王布君于大连创办，创建于1947年，是抗日战争胜利后中国共产党创办的第一所医学本科院校。社会主义建设时期时期，为支援“三线”建设，改变黔北缺医少药的现状，将大连医学院整体南迁历史文化名城遵义，更名为遵义医学院。
1955年开始招收研究生，是全国首批硕士学位授予单位。1969年为支援“三线”建设，学校整体南迁至贵州省遵义市，更名为遵义医学院；2016年成为国家卫生健康委员会（原国家卫生和计划生育委员会）与贵州省人民政府共建高校，2018年更名为遵义医科大学，2021年获批博士学位授予单位。
遵义医科大学是中华人民共和国医学类区域高水平大学之一，是贵州省人民政府与国家卫健委省部共建大学，入围“中西部高校基础能力建设工程”。

## 历史沿革

### 大连医学院时期
抗日战争胜利后，国共内战爆发，中共中央决定建立巩固的东北根据地。1947年2月，中国人民解放军辽东军区第二卫生部长王布君遵照上级指示，筹备成立了大连医学院，成为抗日战争胜利后中国共产党创办的第一所医学本科院校；4月，大连医学院更名为关东医学院；5月，关东医学院成立，王布君担任院长。1949年4月，大连大学创校，关东医学院并入大连大学，称大连大学医学院，沈其震任院长。
1950年7月，大连大学撤销，成立大连医学院。1965年，美国扩大对越南侵略，严重威胁国家安全，中共中央决定加强备战；5月，卫生部决定将大连医学院迁往四川省；10月，中共中央西南局决定大连医学院改迁贵州省。

### 遵义医学院时期
1969年5月，大连医学院南迁至遵义市，更名为遵义医学院。1979年1月17日，大连医学院恢复。1982年，为支持大连医学院复办，大部分教职工分批调回大连，遵义医学院元气大失。2002年，遵义医学院珠海校区正式启用。2013年9月，遵义医学院新蒲校区正式启用，与大连路校区、珠海校区形成“一校三区”格局。2016年10月，国家卫生和计划生育委员会与贵州省人民政府签订协议，遵义医学院成为省部共建高校。

### 遵义医科大学时期
2018年11月，遵义医学院更名为遵义医科大学。2021年10月，遵义医科大学成为博士学位授予单位。2022年12月21日，遵义医科大学全科医学院成立，是贵州省首个成立全科医学院的高校。

## 文化

### 校徽
遵义医科大学校徽由遵义和遵医的拼音首字母“ZY”融入“义”组合变形设计而成，宛如展翅飞翔的和平鸽。鸽翅向外延伸，形成展开的书本，体现了学校主题。鸽尾进行了夸张设计，线条形如直刺苍穹的箭头。“义”字的一点与“Y”又组成一个雀跃的人。从鸽头至鸽尾有机地连成一条飞速的旋弧箭角。

### 校训
明德笃学，求是致用

## 学校现状

### 院系设置
遵义医科大学成立时，本着“质量立校、人才强校、科研和特色兴校”的办学理念。大连路校区设有第一临床医学院、口腔医学院。新蒲校区设有基础医学院、护理学院药学院、马克思主义学院、外国语学院、管理学院、公共卫生学院、体育与健康学院、麻醉医学院、检验医学院、医学影像学院、医学信息工程学院、法医学院、全科医学系、继续教育学院、国际教育学院。珠海校区设有第五临床医学院。

### 研究机构
遵义医科大学设立了多个研究机构，如贵州省高校人文医学研究中心、生命科学研究院、临床医学研究所、基础药理教育部重点实验室、贵州省细胞工程重点实验室、贵州省麻醉与器官保护基础研究重点实验室、贵州省生物催化与手性药物合成重点实验室等。

## 知名校友
醫學微生物學家魏曦，生理学家沈其震、吴襄，古人类学家吴汝康、吴新智，病理学家杨简，细胞生物学家薛社普，药理学家张毅，外科学家陈荣殿，动物学家伍律，影像医学专家龚启勇